# Snovsk, Cernigău
Snovsk (în ucraineană Сновськ; între 1935 și 2016, Șciors, în ucraineană Щорс) este orașul raional de reședință al raionului Snovsk din regiunea Cernigău, Ucraina. În afara localității principale, nu cuprinde și alte sate.
Orașul își trage numele de la râul Snov. În perioada comunistă, orașul a fost denumit Șciors, după numele comandantului de Armată Roșie Nikolai Șciors.

## Demografie
Componența lingvistică a orașului Snovsk
     Ucraineană (78,03%)
     Rusă (21,68%)
     Alte limbi (0,22%)
Conform recensământului din 2001, majoritatea populației orașului Snovsk era vorbitoare de ucraineană (78,03%), existând în minoritate și vorbitori de rusă (21,68%).